# إمارة بني عمر
إمارة بَني عُمَر أو دولة بَنو عُمَر السَّراة إمارة سابقاً في جنوب الجزيرة العربية سميت باسم قبائل بني عُمر الخمس من زهران لا يعرف تاريخياً متى تأسست وكان من أبرز امرائها الأمير بخروش بن علاس وكانت تتبع في فتره من فتراتها للدولة السعودية الأولى واستمرت حتى نهاية منتصف القرن الرابع عشر هجرياً. 

## خلفية
بنو عُمر قبائل خمس من زهران تقطن في الجزء الشمالي الشرقي من سراة زهران ، تعود إلى جدها الأكبر عُمر ، أحد أبناء زهران الأربعة الذين انحدرت منهم بطون قبائل زهران الحاضرة في السراة وتهامة تقع قبائل بني عُمر السراة على قمم وسفوح ومنحدرات جبال عالية تُسمى القرى ، وتتوزع هذه القبائل على أربع مشيخات هي : مشيخة قبيلة بني حرير ، وبني عدوان ، في الشمال الشرقي من بلاد زهران ، تليها مشيخة قبيلة قريش الحسن في الجنوب ، ومن بعدها جنوبا مشيخة قبيلة بني جندب ، وفي أقصى الجنوب وإلى الشرق من مشيخة قبيلة قريش تتربع مشيخة قبيلة بني بشير . كانت هذه القبائل جميعها تشكل إمارة عريضة يرأسها أمير واحد ، وكان نفوذها شاسع اي ديار قبيلة زهران في معظم الاوقات ثم انفصلت حوالي منتصف القرن الرابع عشر الهجري، حيث استقلت كل مشيخة بشؤونها ، ومن أبرز أمراء تلك الإمارة قبل انفصالها هو الأمير بخروش بن علاس بن مسعود الزهراني.

## الإمارة
كانت الدولة العثمانية على علم وثيق بخطر آل سعود على مصالحها في الجزء الغربي من الجزيرة العربية ، وكانت تعلم أيضاً مبلغ قوتهم الدينية ، وسرعة تأثيرهم في قلوب الناس واستقطابهم ، لسيرهم على نهج الإسلام القويم . فدأب حكامها منذ تحالف الأسرة السعودية الأولى مع شيخ الإسلام الشيخ محمد بن عبد الوهاب ، على مهاجمة ذلك التحالف ومحاربة مؤيديه ولما كان الأمير بخروش بن علاس الزهراني الذي حكم المنطقة والقبائل المجاورة لها ، أحد المؤيدين لحكام آل سعود في سعيهم الحثيث لتوحيد أرض العرب ، وتحكيم الشريعة الغراء في أرجاء البلاد ، ونشر الأمن بين مجتمعاتهم ، فإن ذلكم التأييد أقض مضجع الدولة العثمانية ، وأصابها بقلق بالغ ،إذ رأت فيه خطراً يهدد مصالحها بالحجاز ، فإمارة بخروش متاخمة لولاية الحجاز من الناحية الجنوبية ، ومن المعلوم أن حكام الحجاز سائرون في فلك الدولة العثمانية وانضمام بخروش بن علاس الزهراني ، إلى الحكومة السعودية يساعد على إحكام الحصار على ولاية الحجاز من ناحيتها الجنوبية، فيعمل على إضعافها ، ومن ثم سقوطها في أيدي السعوديين . أدرك الشريف يحيى بن سرور ، شريف مكة ذلك الخطر المحدق بولايته ، فأبلغ محمد علي الألباني ، حاكم مصر بتاريخ الرابع عشر من جمادى الأولى ، سنة تسع وعشرين ومائتين وألف للهجرة ، بتقرير عن تحركات العربان حول الطائف ، وما يبذله من جهود في سبيل السيطرة على الموقف في تلك الجهات ، كما أفاده بأنه تلقى رسالة خطية من الأمير بخروش الزهراني رداً على الرسالة التي وجهها إليه محمد علي الألباني من قبل ، وفي تلك الرسالة تهديد ووعيد لمحمد علي . ومما جاء في تقرير الشريف يحيى بن سرور ، المرفوع إلى محمد علي الألباني قوله : .. قد جاءنا كتاب من الشريف شرف ، وهو صادر لجنابكم وأرسل معه كتاب لجنابكم من بخروش الزهراني الخبيث ، جواب كتابكم ، وكتاب السلحدار أغا والشريف شرف ، وفيه كلام يجل عنه شريف مقامكم ، وتجاسرنا على ترك إرساله إليكم ، .. ولا تعطينا مروءتنا أن نقرأ كتابه ، فكيف نرسله لجنابكم ، وكلاما يتكلم إلا بصفته رجل کافر ، عنيد جاهل في العقل والدين ، وإن شاء الله بخطكم يكون جوابه سيفكم المؤيد بنصر الله ..

## القضاء على الأمير بخروش
بعد انتصار محمد علي الألباني على قوات الإمام فيصل بن سعود في بسل اتجه نحو بلدة تربة البقوم ، فاحتلها واستراح بها قليلاً ثم واصل سيره نحو الجنوب لإخضاع القبائل الثائرة جنوب الحجاز وإقليم عسير، ولما فرغ من شهران انعطف على بلاد زهران فالتقى بخروش ابن علاس بمعقله بقرية الحسن ، ودارت معارك رهيبة حول القلعة أثبتت أن بخروش ورجاله قادرون على مقاومة محمد علي وجنوده وإلحاق الهزيمة به . إلا أن بعضاً من وصفوا بالخونة والجبناء ، ممن كانوا مع الأمير داخل الحصن فتحوا باب الحصن ومكنوا محمد علي باشا ، ورجاله من الدخول ، والقبض على الأمير بخروش وأعوانه وعندما قبض محمد علي الألباني ، على الأمير بخروش ، كتب إلى السلطان العثماني في تركيا خطاباً جاء فيه : ثم تحركنا إلى زهران ، وكان عليها أمير يدعى : بخروش ، رجل ( ملعون ) معه بضعة آلاف من أتباعه ، وكان معتصماً في القلعة ، فحاصرناه ، وإنا لنهم بدخول القلعة إذ خرج منها فجأة عدد من رجاله طالبين الأمان ، قائلين إنهم نصحوا للأمير بترك المقاومة... فدخلنا القلعة وأخرجنا من كان فيها .. وجاء في خطاب آخر رفعه للسلطان التركي : .. تحركنا صوب قبيلة زهران ، وكان عليها أمير يدعى : بخروش ، كان قد استعد ومعه بضعة آلاف من أتباعه ، واعتصم بقلعة كانت أعدت لهذا الغرض ، ولما بادرنا بإلقاء الحصار عليها وكنا على وشك الاندفاع إليها وإذ بعدد .. وهم رجال الأمير ومقدمو عشيرته ، يحضرون طالبين الأمان ويفيدون بأنهم أبوا مجاراة الأمير ، وحذروه من عاقبة عدم استسلامه . وكنا شرعنا قبل أسبوع بالاستعداد للمهاجمة وكانت القلعة وشيكة التسخير والاحتلال ، وحين وصول المشايخ المذكورين وطلبهم الاستسلام ، بودر بدخول القلعة وإخراج من كان فيها ووضعوا تحت الحراسة الشكلية في الجيش بعد إعطائهم الأمان وقد نظمت الشؤون في هذه البقاع بعد الاستيلاء على هذه القلعة وجلونا عنها متجهين صوب إقليم عسير. بعد أن أسر محمد علي ، الأمير بخروش ، كبله بالحديد ، وأخذ يتنقل به تحت حراسة الجنود وهو يخضع بقية بلاد زهران وغامد ، ثم نزل تهامة لملاحقة الأمير العسيري طامي بن شعيب ، ولما قبض محمد علي ، عليه بواسطة أحد الأشراف الخونة ، أنزلهما بخروش وطامي في خيمتين متجاورتين لخيمته ، وذات ليلة وجد الأمير بخروش بن علاس حراسه نائمين وأمسك خنجراً وتحايل لفك أغلاله وهرب من المعسكر ، ولكن تم ८ الإمساك به بعد أن قتل رجلين وجرح ثالثاً، يقول غوان : إن بخروش استطاع ذات ليلة في غفلة من الحرس قطع سلاسله والهرب .. إلا أن جنود محمد علي ، أحاطوا به فاستل خنجره وقتل ضابطين مصريين وجرح ثالثاً ، وأخيراً أمسك به الجنود وأحضروه إلى محمد علي ، فقال له محمد علي : بأي حق قتلت اثنين من رجالي؟ قال : لقد أفلت من قيودي وأصبحت حراً ، فأنا أفعل ما أريد .. قال محمد علي : وأنا كذلك ! وأمر برأس بخروش فقطع . وكعادة محمد علي وسادته الأتراك مع خصومهم ، فقد كان بمنتهى القسوة مع الأمير بخروش الزهراني ، يقول صاحب كتاب : رحلات في شبه جزيرة العرب وقد قبض على أمير زهران بخروش ، الذي قاوم محمد علي باشا ، مقاومة باسلة بعد هجوم مباغت في شهر مارس : ۱۸۱۵م ، وقد تم تمزيقه إرباً بقسوة بالغة بناء على أوامر القائد التركي

## نهاية الإمارة
وبإلقاء القبض على الأمير بخروش بن علاس الزهراني ، وقتله سنة ثلاثين ومائتين وألف للهجرة ، على يد محمد علي الألباني ، يتولى الإمارة من بعده ر رجلاً من أقاربه يدعى الأمير جبران بن عبد الله البخروشي ، ولا يعرف بمدة إمارته ، ثم يأتي من بعده ابنه عيضة بن جيران البخروشي ، ويتسلم إمارة بني عُمر ، ويظل حاكما إلى حوالى منتصف القرن الرابع عشر الهجري ، لوجود وثيقة كتبت سنة : 1344 هجرية ، من أمير الطائف ، عبدالعزيز بن إبراهيم ، لا يعرف بالطبع لمن وجهت لعدم وضوح أكثر سطورها ، يقول ما وَضُحَ منها : .. السلام من طرف عيضة بن بخروش وجماعته .. أمرنا منا إليهم في الأمور الكبار والصغار . . (وبين) ابن رقوش ، فإن جاء منهم خمال أو عليهم حمال .. علينا يشهد من كبار قريش ويوردهم علينا منهم وإلا عليهم ، وأعطونا عهدا أنهم ما يتعرضون أمر يحمل على الولاية وأعطيناهم إنا ما نؤدبهم على أمر إلا بشهود وثبوت ، فمن حال تاريخ هذا الخط صار (لنا) طارفة وعزيزين لدينا يكون معلوما والسلام . 1344هـ. ولما أحس الأمير عيضة بن جبران البخروشي ، بدنو أجله أوصى الأمير فيصل بن عبدالعزيز آل سعود على بنيه ، وبموته تنتهي إمارة بني عُمر على قبائل بني عُمر السراة الخمس.

## الأمراء
1 - الأمير بخروش بن علاس بن مسعود الزهراني
2 - الأمير جُبران بن عبدالله الزهراني
3 - الأمير عيضة بن جُبران بن عبدالله الزهراني 